# Log v Bohinju
Log v Bohinju este o localitate din comuna Bohinj, Slovenia, cu o populație de 20 de locuitori.